# Jesteburg
Jesteburg ist eine Gemeinde an der Seeve im nördlichen Niedersachsen und Sitz einer Samtgemeindeverwaltung für drei Gemeinden im Landkreis Harburg.

## Lage und Ortsteile
Das gleichnamige Dorf liegt zehn Kilometer nördlich des Naturschutzparkes Lüneburger Heide und 30 km südlich der Freien und Hansestadt Hamburg.
Die Mitgliedsgemeinde Jesteburg ist im Rahmen der Gebietsreform in Niedersachsen durch das Gesetz zur Neugliederung der Gemeinden im Raum Harburg vom 23. Juni 1972 zusammen mit den Gemeinden Bendestorf und Harmstorf zur Samtgemeinde Jesteburg zusammengeführt worden.
Ortsteile von Jesteburg sind Itzenbüttel, Reindorfer Osterberg, Thelstorf, Lüllau und Wiedenhof.

## Politik
Die Kommunalwahl am 12. September 2021 führte zu folgender Sitzverteilung im Gemeinderat:
- SPD 7 Sitze
- CDU 4 Sitze
- GRÜNE 4 Sitze
- FDP 1 Sitz
- UWG Jes! 5 Sitze
- WIN (Wähler-Initiative Jesteburg) 2 Sitze

## Geschichte

### Frühgeschichte/Burganlage
Jesteburg liegt an der Mündung der Schmalen Aue in die Seeve. Diese Stätte markierte die Grenze zwischen den Territorien der Grafen von Stade und den Herzögen von Lüneburg. Bis 1202 gehörte die Landschaft der Grafschaft Stade zu.
Erstmals wurde Jesteburg im Jahr 1202 durch eine Urkunde des Erzbischofs Hartwig II. von Bremen erwähnt, in der er dem Dekanat des Hamburger Domkapitels unter anderem die Kirche in Gersedeburg („Burg im Grasland“, nach neuerer Forschung auch als „Burg der Frau Gerswid“ gedeutet) zusammen mit der Kirche in Wilstorf (Hamburg-Wilstorf) überlassen hat. Dadurch ist auch belegt, dass die Jesteburger St. Martins-Kirche als Feldsteinbau zu diesem Zeitpunkt bereits bestand. Im hölzernen Turm der Kirche hängt eine romanische Zuckerhutglocke; sie wurde um 1190 gegossen und gehört zu den ältesten Glocken in Norddeutschland.
Die Burg, nach der das Dorf benannt worden ist, wird vor dem 13. Jahrhundert den Seeveübergang bewacht haben, der auch später eine wichtige Verkehrsfunktion hatte. Wahrscheinlich handelte es sich um eine Befestigung mit Erdwall, die als Zollstation fungierte. Ruinen oder Bruchstücke sind nicht mehr vorhanden, weshalb trotz intensiver Untersuchungen durch das Archäologische Museum Hamburg (Helms-Museum) in Hamburg-Harburg bisher eine Lokalisierung nicht gelang.
Zum Kirchspiel Jesteburg gehörten zwölf Ortschaften; der Bereich erstreckte sich bis nach Handeloh. Seit dem ausgehenden Mittelalter war in Jesteburg ein Vogt ansässig, der Verwaltungsaufgaben für den Landesherren, den Herzog von Braunschweig und Lüneburg, wahrnahm.

### Historische Ereignisse
Für das Jahr 1497 sind in Jesteburg acht Bauernstellen nachgewiesen, 1667 waren es bereits dreizehn.
Im 17. Jahrhundert gehörten zur Vogtei Jesteburg elf Ortschaften.
Ab 1831 konnten die Bauern Abgaben und Dienste ablösen und auf diese Weise freie Eigentümer ihrer Stelle werden. Der Rezess von 1840 bildete die Grundlage für die Bodenreform, durch die die Gemeinheitsflächen zur privaten Nutzung an die einzelnen Berechtigten aufgeteilt und die Gemengelage der Besitzanteile in der Ackerflur aufgehoben wurden (Verkoppelung). Eigentümer waren damals die Dorfstelle, die Kirche und 22 Hofstellen mit Bauernfolgen.

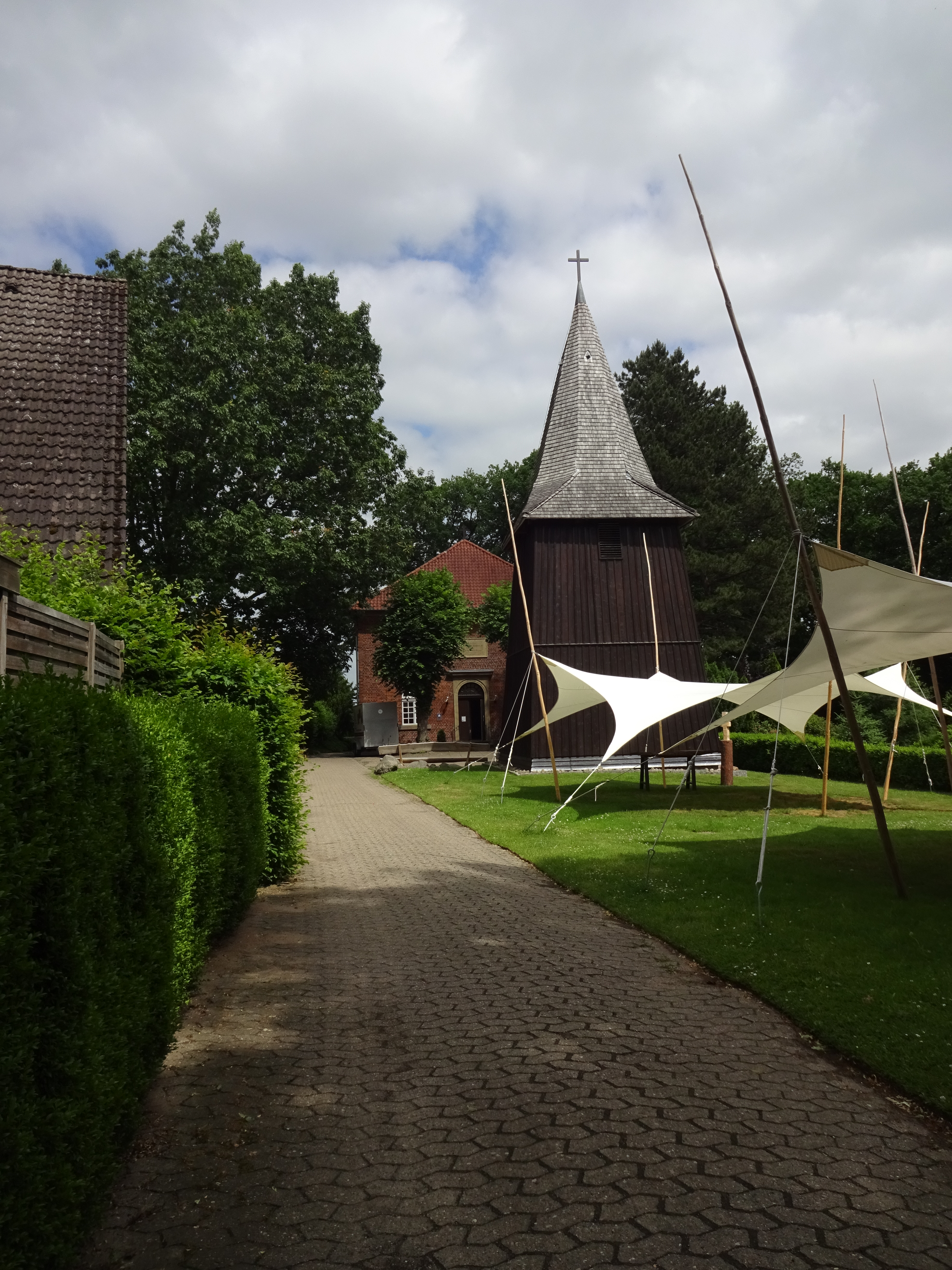
Glockenturm Kirche Jesteburg

Im Jahre 1841 wurde die alte Feldsteinkirche abgebrochen und leicht versetzt ein Neubau in klassizistischem Stil nach den Plänen des Bausachverständigen des Evangelischen Konsistoriums im Königreich Hannover, Ludwig Hellner, errichtet. Bis 1535 befand sich westlich von der ursprünglichen Kirche ein ebenfalls steinerner Glockenturm. Der heutige, freistehende hölzerne Turm stammt aus dem Jahre 1768.
In den Jahren 1872 und 1873 erfolgte der Bau der Bahnstrecke Wittenberge–Buchholz, einer Verbindung zwischen Wittenberge an der Berlin-Hamburger Bahn und Buchholz an der Hamburg-Venloer Bahn. Durch den Anschluss an das Schienennetz entfaltete sich ein bescheidener wirtschaftlicher Aufschwung des örtlichen Gewerbes. 1899 gründete der Harburger Bauunternehmer Heinrich Körner eine Ziegelei im Bereich der heutigen Seevetal-Siedlung. Dieser Betrieb entwickelte sich nach der Errichtung der Jesteburger Ziegeleibahn schnell zum größten Arbeitgeber Jesteburgs mit 42 Beschäftigten im Jahre 1925. Die Ziegel, Dachpfannen und Drainröhren wurden in die gesamte Umgebung Jesteburgs bis nach Hamburg geliefert, wo sie unter anderem für den Bau des Chilehauses verwendet wurden. Zweitgrößter Arbeitgeber war in den 1920er Jahren die bereits vor 1872 gegründete Zimmerei Bahlburg mit 28 Beschäftigten (1921). Sie umfasste 1928 ein Baugeschäft, ein Dampfsägewerk und eine Holzhandlung.
Seit dem 28. Juni 1928 stellt die Freiwillige Feuerwehr Jesteburg den Brandschutz in der Gemeinde sicher. Mit Gründung der Freiwilligen Feuerwehr wurde die zuvor bestehende Pflichtfeuerwehr abgelöst. Seit wann die Pflichtfeuerwehr existierte, lässt sich nicht mehr nachvollziehen, bekannt ist jedoch, dass die Gemeinde Jesteburg im Jahre 1859 eine Feuerspritze bestellte, die 1860 ausgeliefert wurde.

### Zweiter Weltkrieg und jüngere Zeit
In der Nacht vom 30. auf den 31. Januar 1943 flogen britische Flugzeuge einen Luftangriff auf Hamburg. Beim Rückflug über das südlich gelegene Gebiet wurden die noch an Bord befindlichen Bomben auf einige Dörfer abgeworfen. In Jesteburg und Itzenbüttel wurden zahlreiche Gebäude zerstört und 23 Personen obdachlos. In Jesteburg kamen Evakuierte aus Hamburg unter. Darunter waren auch der Baurat Franz Wiesner und seine jüdische Ehefrau Margarete, Tochter des Berliner Bankiers Carl Hagen (1856–1938). Nach der Zerstörung ihres Wohnhauses in der Nähe der Alster in Hamburg zogen sie in ihr Wochenendhaus in Wiedenhof. Margarete Wiesner blieb zunächst unbehelligt, wurde aber in der Endphase des Krieges 1944/45 von der Gestapo verfolgt. Sie konnte sich jedoch einer Verhaftung und drohenden Deportation mit Hilfe ihres Mannes entziehen. Sie starb 1968.

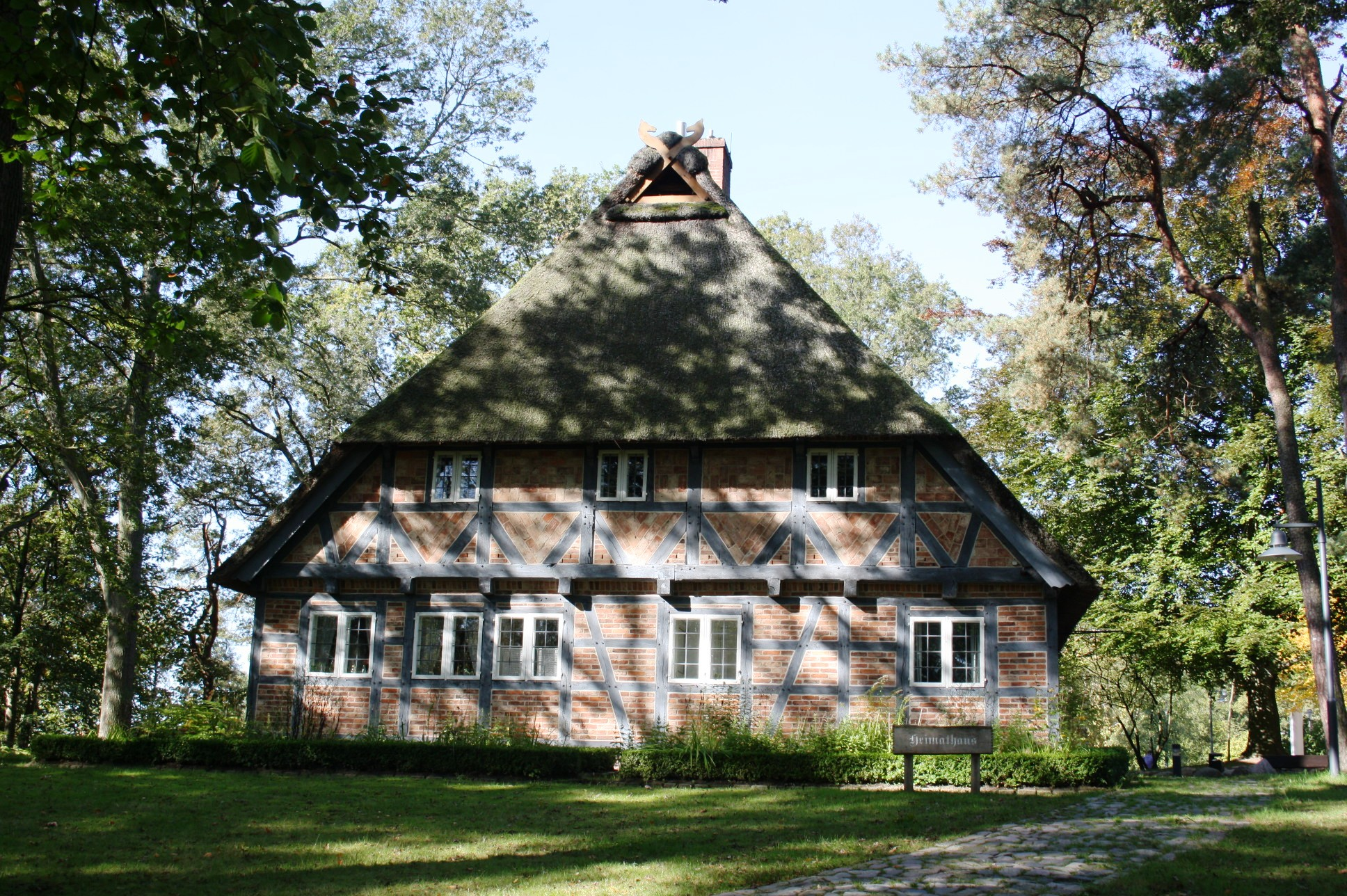
Heimathaus

Am 19. April 1945 erreichten britische Truppen Jesteburg. Um den Vormarsch zu erschweren, wurde am gleichen Tag die Eisenbahnbrücke von Wehrmachtssoldaten gesprengt.
Einen starken Bevölkerungszuwachs erfuhr Jesteburg ab 1945 durch Flüchtlinge und Heimatvertriebene, was zu erheblichen Wohnungsproblemen führte. Bereits zwischen 1933 und 1946 war die Einwohnerzahl von 1099 auf 2044 angewachsen. In der Schlussphase des Krieges mussten mehr als dreihundert verwundete Soldaten und Tuberkulosepatienten in dem Hauptlazarett Heidehaus und den Reservelazaretten Rüsselkäfer, Gasthaus Buhr, Gasthaus Niedersachsen und in Wintermoor untergebracht werden. Viele von ihnen starben. Die Toten wurden zunächst bei der Kirche beerdigt. Am 13. August 1950 wurde für sie auf dem Kirchengelände eine Kriegsgräberstätte angelegt.
In Jesteburg hatte die chemisch-pharmazeutische Fabrik Artesan GmbH ihren Sitz.
Auf dem Niedersachsenplatz wurden 1986/87 das Heimathaus (ein nach Jesteburg umgesetztes 450 Jahre altes Bauernhaus aus Eyendorf) und 1992 das neue Rathaus der Gemeinde errichtet.
Am frühen Abend des 6. Juli 2006 richtete ein Unwetter mit kräftigem Gewitter und Starkregen erhebliche Sachschäden an, die mit vermutlich mehr als einer Million Euro zu beziffern waren. Insgesamt 18 Feuerwehren aus dem Kreisgebiet und das Technische Hilfswerk waren erforderlich, um die mehr als 350 Einsatzstellen abzuarbeiten. Die Feuerwehr war mehr als 24 Stunden im Dauereinsatz um die Schäden zu beseitigen bzw. in Not geratenen Bürgern zu helfen.

### Eingemeindungen
Am 1. Juli 1972 wurden im Rahmen der Gebietsreform in Niedersachsen größere Teile der aufgelösten Gemeinden Itzenbüttel und Lüllau eingegliedert.

## Schulen
In Jesteburg besteht eine Grundschule (Moorweg). Die Realschule Hittfeld unterhielt in Jesteburg eine Außenstelle (Sandbarg), welche 2010 geschlossen wurde. Die 2012 neu gegründete Oberschule mit gymnasialem Angebot bezog zunächst übergangsweise die Räumlichkeiten der ehemaligen Realschule, bis sie in den 2014 fertiggestellten Neubau im Moorweg umzog.

## Verkehr

### Eisenbahn
Jesteburg liegt an der ehemals durchgehenden Bahnstrecke Wittenberge–Buchholz. 1981 wurde sie zwischen Lüneburg und Buchholz für den Personenverkehr stillgelegt und 2000 ab Höhe der Seeve-/Auebrücken bei Marxen in Richtung Lüneburg abgebaut. Der Abschnitt bei Jesteburg wurde dagegen schon in den 1970er Jahren im Zuge der Neuschaffung einer Güterstrecke zum damals neu errichteten Rangierbahnhof Maschen ausgebaut, so dass auch heute (Güter-)Züge durch Jesteburg rollen.
In den vergangenen Jahren wurde öfter vorgeschlagen, die Umgehungsstrecke auch mit Personenzügen zu befahren, indem eine Regionalbahnverbindung (z. B. Verlängerung der „Heidebahn“) von Buchholz über Jesteburg nach Harburg geführt wird. Der Gemeinderat hat im Juli 2008 einen Beschluss zur Reaktivierung der Strecke gefasst. Konkrete Schritte sind aber bisher nicht erfolgt.

### Bus
Der Schienenersatzverkehr Buchholz–Lüneburg wurde wegen geringer Nachfrage durch eine Linie Buchholz – Jesteburg – Brackel – Winsen ersetzt. Die wichtigste Verbindung aber stellte lange Zeit die Postbuslinie Harburg – Hittfeld – Jesteburg – Hanstedt dar, die in den 1980er Jahren  von der KVG Stade übernommen wurde. Sie gehört heute zum Hamburger Verkehrsverbund.
Seit 2008 verkehrt eine Linie nach Egestorf, Hanstedt, Jesteburg und Buchholz. Sie hat in Buchholz Anschluss an die Metronom-Züge und stellt die schnellste Verbindung nach Hamburg dar. Zusammen mit einer weiteren Buslinie stellt sie die wichtigste Linie für die Gemeinde Jesteburg dar. Alle Linien verkehren im Hamburger Verkehrsverbund.
Im Schülerverkehr, der für die Allgemeinheit freigegeben ist, bestehen Verbindungen in zahlreiche weitere Orte.
Zudem verbindet der „Heide-Shuttle“ Jesteburg in den Sommermonaten täglich zwischen 8 und 20 Uhr mit anderen Heideorten. Die Mitnahme von Fahrrädern ist möglich. Die Fahrt ist kostenlos.

## Kultur und Sehenswürdigkeiten

### Kunststätte Bossard
Im Ortsteil Lüllau befindet sich auf einem etwa drei Hektar großen Heidegrundstück die ab 1926 von dem Bildhauer Johann Michael Bossard errichtete Kunststätte Bossard. Sie gilt als eines der imposantesten Gesamtkunstwerke Europas und zeigt, wie Architektur, Bildhauerei, Malerei, Kunstgewerbe und Gartenkunst zu einer Einheit verschmelzen können.

### Museen und Kulturangebote
- Kunstverein Jesteburg (ehemals: Jesteburger Kunsthaus)
- Museumsscheune Jesteburg
- Jesteburger Kammerspiele

### Weitere Sehenswürdigkeiten
- Wassermühle Bendestorf
- Wassermühle Lüllau
- Brookhoff in Lüllau
- Märchenwanderweg am Lohof
- Hof & Gut Jesteburg in Itzenbüttel
- Kipplore der Jesteburger Ziegeleibahn
- Café Book Jesteburg
- JestePark am Seeveufer

### Regelmäßige Veranstaltungen
- „Maimarktturnier“ als jährliches dreitägiges Springturnier des Reit- und Fahrvereins

## Vereine
- Verein für Leibesübungen Jesteburg von 1912 e. V. (VfL)
- Förderverein Unser Freibad Jesteburg e. V.
- Jesteburger Schützenverein von 1864 e. V.
- Tennisclub Jesteburg e. V. von 2000 (von 1969 bis 2000 als Abteilung im VfL Jesteburg).
- Reit- und Fahrverein Nordheide e. V.
- Blasorchester Jesteburg von 1998 e. V.
- Jesteburger Tischtennisverein
- Jesteburg Rugby Wombats
- Freundeskreis der Freiwilligen Feuerwehr Jesteburg e. V.
- Bürger- und Gewerbeverein der Samtgemeinde Jesteburg e. V.
- Naturbühne Jesteburg e. V.
- Förderverein Jesteburger Spielplätze e. V.
- Pferdesportgemeinschaft der freien Voltigierer e. V.
- Interessengemeinschaft Jesteburger Kindergärten e. V.

## Persönlichkeiten
- Johann Michael Bossard (1874–1950), Bildhauer
- Walther Dobbertin (1882–1961), Fotograf
- Wilhelm Bahlburg (1888–1958), Bauunternehmer, CDU-Politiker
- Fritz Modrow (1888–1986), Künstler
- Hermann Bahlburg (1892–1962), evangelischer Missionar
- Hans Friedrich Micheelsen (1902–1973), Kirchenmusiker
- Karl Schiller (1911–1994), SPD-Politiker
- Marina Ried (1921–1989), Schauspielerin
- Laurens Spethmann (1930–2021), Unternehmer
- Jean-Jacques Kravetz (* 1947), Musiker
- Ulrike Kuhlo (* 1949), FDP-Politikerin
- Wiebke Frost (* 1962), Schauspielerin